# Песня Кхмерской Республики
«Пе́сня Кхме́рской Респу́блики» (кхмер. ដំណើរសាធារណរដ្ឋខ្មែរ) — государственный гимн Кхмерской республики в период с 1970 по 1975 год. Авторами текста считается группа студентов Университета изящных искусств в Пномпене, руководителем которых был Ханг Тун Хак. По другим сведениям, автором слов является буддистский монах и ярый республиканец Хем Тьеу. Слова об «враге, вторгшемся в Камбоджу» отсылают к северовьетнамским войскам, вошедшим на территорию страны по просьбе одного из руководителей «красных кхмеров» Нуон Чеа в марте 1970 года, ещё до военного переворота и создания Кхмерской республики.
Песня была утверждена в качестве официального гимна в октябре 1970 года после упразднения монархии и провозглашения республики. После победы «красных кхмеров» в гражданской войне и падения режима Лон Нола был отменен, после чего де-факто был принят новый государственный гимн Камбоджи — «Славное 17 апреля», год спустя получивший официальный статус после принятия Конституции Демократической Кампучии.
После свержения режима Пол Пота некоторое время использовался KPNLF, но после его вхождения в Коалиционное правительство Демократической Кампучии, использовавшем в качестве гимна «Славное 17 апреля», окончательно вышел из употребления.

## Текст гимна
| Оригинальный текст (кхм.) | Транскрипция | Перевод (рус.) |
| --- | --- | --- |
| ជនជាតិខ្មែរ ល្បីពូកែមួយក្នុងលោក មានជ័យជោគ កសាងប្រាសាទសិលា អារ្យធម៌ ខ្ពស់ប វរជាតិសាសនា កេរ្តិ៍ដូនតាទុកលើភពផែនដី។ ខ្មែរក្រោកឡើង តស៊ូដម្កើងសាធារណរដ្ឋ ខ្មាំងរំលោភ ខ្មែរប្រយុទ្ធ មិនតក់ស្លុត យកជ័យបំផុតជូនជាតិខេមរា ឯករាជ្យភ្លឺថ្លាជាមហាប្រទេសតទៅ។ | cɔən ciət kʰmae lbəi puːkae muəj kʰnoŋ loːk miən cɨj coːk kɑːsaːŋ braːsaːt səjlaː ʔaːrəjeə̯ktɔə kʰpuə̯h bɑːʋɑː ciətsaːhsnaː kei doun taː tuk ləː pʰoə̯p pʰaen dəi kʰmae kraok laəŋ tɑːsuː dɑmlaəŋ saːtʰiənɑːrɔət kʰmaŋ luk coul kʰmae brɑjut mɨn tɑʔ slot yɔːk cɨj bɑmpʰot cuːn ciət kʰeːmaʔraː ʔaekaʔriəc pʰlɨː tʰlaː ciə mɔhaː prɑteːh tɑːtɨw | Кхмеры известны всему миру исключительным мастерством Победами, успехами, строительством каменных храмов Цивилизацией и религией, что выше всех Наследие наших предков надёжно укрыто в Земле. Кхмеры, вставайте! Сражайтесь, чтобы построить Республику! Враг вторгся в Камбоджу, Но не беспокойтесь Принесите окончательную победу кхмерскому народу Независимость осветит путь к превосходной стране. |